# Drzewiarz czerwonodzioby
Drzewiarz czerwonodzioby, tęgoster cienkodzioby (Campylorhamphus trochilirostris) – gatunek ptaka z podrodziny tęgosterów w rodzinie tęgosterowatych (Dendrocolaptidae). Występuje w Ameryce Południowej oraz w Panamie (Ameryka Centralna).

## Morfologia
Opis gatunkuOliwkowobrązowe lub rudobrązowe z jaskrawymi pręgami. Jasny brzuch. Dziób czerwonawy, długi i zagięty.
Średnie wymiary
- Długość ciała – 22–28 cm; masa ciała – 30–55 g[2].

## Ekologia i zachowanie
BiotopLasy tropikalne, w tym lasy galeriowe oraz odizolowane, wilgotne sawanny w typie campo cerrado, suche lasy typu chaco.
PożywienieŻywi się owadami i pająkami, niekiedy małymi kręgowcami, np. płazami. Większą zdobycz uderza o pień przed zjedzeniem celem ogłuszenia jej. Czasami spotykany w stadach mieszanych, ale zazwyczaj przebywa samotnie lub w parach.
RozmnażanieZniesienie liczy 2–3 jaja składane w dziupli. Oba ptaki z pary wysiadują jaja i opiekują się młodymi.

## Podgatunki i zasięg występowania
Wyróżnia się kilkanaście podgatunków C. trochilirostris:
- C. t. brevipennis Griscom, 1932 – wschodnia Panama i północno-zachodnia Kolumbia
- drzewiarz smukły[4] (C. t. venezuelensis) (Chapman, 1889) – północna Kolumbia, północna i środkowa Wenezuela
- drzewiarz nadbrzeżny[4] (C. t. thoracicus) (Sclater, PL, 1860) – południowo-zachodnia Kolumbia i zachodni Ekwador
- C. t. zarumillanus Stolzmann, 1926 – północno-zachodnie Peru
- C. t. napensis Chapman, 1925 – wschodni Ekwador i wschodnie Peru
- C. t. notabilis Zimmer, JT, 1934 – zachodnia Brazylia na południe od Amazonki
- C. t. snethlageae Zimmer, JT, 1934 – środkowa Brazylia
- C. t. major Ridgway, 1911 – w głębi lądu w północno-wschodniej, wschodniej i południowo-wschodniej Brazylii. Obejmuje proponowane taksony omissus i guttistriatus.
- drzewiarz czerwonodzioby[4] (C. t. trochilirostris) (Lichtenstein, MHK, 1820) – wybrzeża północno-wschodniej Brazylii
- C. t. devius Zimmer, JT, 1934 – zachodnia i środkowa Boliwia
- C. t. lafresnayanus (d’Orbigny, 1846) – wschodnia Boliwia, południowo-zachodnia Brazylia i zachodni Paragwaj
- C. t. hellmayri Laubmann, 1930 – południowo-zachodni Paragwaj i północna Argentyna

## Status
IUCN uznaje drzewiarza czerwonodziobego za gatunek najmniejszej troski (LC, Least Concern) nieprzerwanie od 1988 roku. Liczebność populacji, według szacunków organizacji Partners in Flight z 2019 roku, mieści się w przedziale 0,5–5,0 milionów dorosłych osobników. Ptak ten opisywany jest jako dość pospolity, ale rozmieszczony plamowo. Trend liczebności populacji uznawany jest za spadkowy.